# 穆瓦塞勒
穆瓦塞勒（法語：Moisselles，法語發音：[mwasɛl] ⓘ）是法国法兰西岛大区瓦兹河谷省的一个市镇，位于该省东部，属于萨塞勒区。

## 地理
穆瓦塞勒（49°3'0"N, 2°20'10"E）面积1.46 平方千米，位于法国法蘭西島大區瓦兹河谷省，该省份为法国北部内陆省份，北起瓦兹省，西接厄尔省，南至塞纳-圣但尼省、上塞纳省和伊夫林省，东临塞纳-马恩省。
与穆瓦塞勒接壤的市镇（或旧市镇、城区）包括：阿坦维尔、法兰西地区巴耶、布费蒙、多蒙、埃藏维尔。

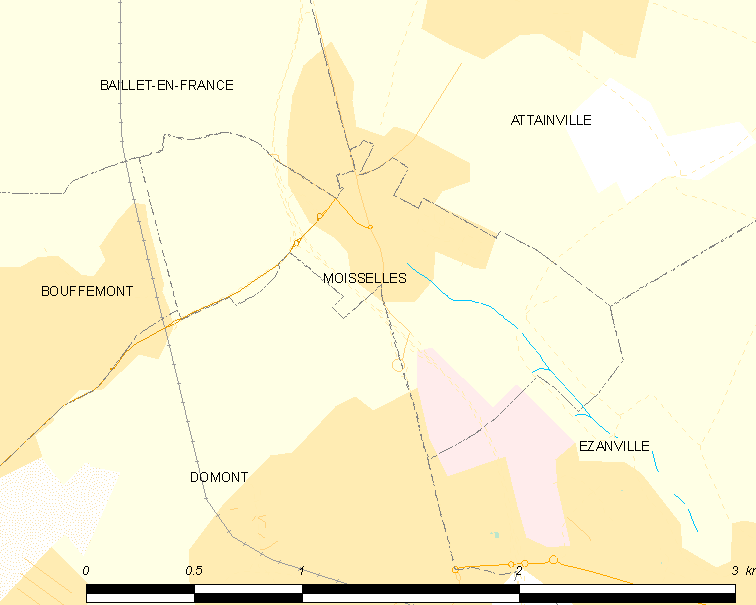
穆瓦塞勒的OSM定位图

穆瓦塞勒的时区为UTC+01:00、UTC+02:00（夏令时）。

## 行政
穆瓦塞勒的邮政编码为95570，INSEE市镇编码为95409。

## 政治
穆瓦塞勒所属的省级选区为多蒙县。

## 人口

1962-2008年间穆瓦塞勒人口变化图示

穆瓦塞勒于2022年1月1日时的人口数量为1259人。